# Kamjanske
Kamjans'ke (tiếng Ukraina: Кам'янське), trước kia là Dniprodzerzhynsk (tiếng Ukraina: Дніпродзержинськ) là một thành phố thuộc tỉnh Dnipropetrovsk của Ukraina, là một thành phố cảng bên sông Dnieper. Thành phố Kamjans'ke có diện tích km2, dân số theo điều tra vào năm 2001 là 255.841 người.